# John T. Zimmer
John Todd Zimmer (Bridgeport, Ohio, 28 de fevereiro de 1889 — White Plains, New York, 6 de janeiro de 1957) foi um ornitologista americano.